# Frunze (Nijniohirski)
|  | Per a altres significats, vegeu «Frunze». |

Frunze (en ucraïnès i en rus: Фрунзе) és un poble de la República Autònoma de Crimea a Ucraïna, que el 2014 tenia 620 habitants. Pertany al districte de Nijniohirski. Abans la vila es deia Biuitén.